# Дейер
Дейе́р, или Бендер-Дейер, или Бенде́р-э-Дейе́р, или Дайи́р, или Дайе́р, или Кале́-Дир, или Дайви́р (перс. بَندَرِ دِيِّر‎) — портовый город на юге Ирана, в провинции Бушир. Административный центр шахрестана  Дейер. Восьмой по численности населения город провинции.

## География
Город находится в южной части Бушира, на равнине Гермсир, на побережье Персидского залива. Абсолютная высота — 3 метра над уровнем моря.
Дейер расположен на расстоянии приблизительно 160 километров к юго-востоку от Бушира, административного центра провинции и на расстоянии 865 километров к югу от Тегерана, столицы страны.

## Население
На 2006 год население составляло 18 454 человека; в национальном составе преобладают персы, в конфессиональном — мусульмане-шииты.